# غریت سلیم
غریت سلیم  یک منطقهٔ مسکونی در اردن است که در استان امان واقع شده‌است.